# Tallbacka, Åbo
Tallbacka (finska: Mäntymäki) är en stadsdel i Åbo i det finländska landskapet Egentliga Finland. Stadsdelen ligger sydost om Åbo centrum. Tallbacka avgränsas av Lillheikkilävägen, Luolavuorivägen, Kuppisgatan och Askaisvägen. Grannstadsdelarna inkluderar bland annat Tranbacken, Lillheikkilä och Stadsdel III.
Tallbacka hade 1 514 invånare år 2007. Av invånarna var 10,28 % under 15 år och 21,76 % över 65 år. Som modersmål talade 90,33 % finska, 6,85 % svenska och 2,82 % övriga språk. 
I Tallbacka finns två skogsklädda klippkullar, Huvitusparken och Skatberget, vars centrala delar har förblivit obebyggda. På grund av det svårframkomliga terrängen är deras användning för rekreation begränsad. I Tallbacka finns Åbo stads dagvårdsenhet.